# Franziska Martienssen-Lohmann
Carolina Wilhelmine Franziska Martienßen-Lohmann, geb. Meyer-Estorf (* 6. Oktober 1887 in Bromberg; † 2. Februar 1971 in Düsseldorf) war eine deutsche Sängerin (Sopran) und Gesangspädagogin.

## Leben
Franziska Meyer-Estorf erhielt zunächst in Bromberg Gesangsunterricht, dann studierte sie von 1907 bis 1910 am Leipziger Konservatorium u. a. bei Robert Teichmüller Klavier. Ihren künstlerischen Abschluss erzielte sie 1911, im Folgejahr heiratete sie den Pianisten und Klavierpädagogen Carl Adolf Martienssen, der sie bereits bei der Vorbereitung auf das Studium in Leipzig unterstützt hatte. Darauf studierte sie Gesang bei dem berühmten Sänger Johannes Messchaert in Berlin. Ihr Debüt gab sie 1914 als Konzertsängerin. In Leipzig wurde sie als Sängerin und herausragende Gesangspädagogin bekannt.
1927 wurde ihre Ehe geschieden, und sie wurde an die Akademie der Tonkunst in München berufen. Dort lernte sie Paul Lohmann (1894–1981) kennen, der ihr engster Mitarbeiter und schließlich ihr Ehemann wurde. 1930–1945 wirkte sie an der Berliner Akademie für Kirchen- und Schulmusik, 1945 bis 1949 an der Staatlichen Musikhochschule Weimar; ab 1950 am Robert-Schumann-Konservatorium in Düsseldorf. Sie unterrichtete in Meisterkursen in Potsdam, Salzburg, Luzern und Skandinavien und hinterließ eine schriftstellerisch-pädagogische Arbeit, die bis heute zum Standardwerk der Gesangspädagogik gezählt wird.
Franziska Martiensen-Lohmann setzte an Stelle der vorwiegend physiologischen die psychologische Einstellung der Gesangslehre.

## Werke
- Die echte Gesangskunst. 1914
- Das bewusste Singen, 1923. Verlag: C. F. Kahnt, jetzt bei C. F. Peters
- Landschaft – Menschen – Ich. Gedichte. 1925, mit einem Vorwort von Ricarda Huch
- Stimme und Gestaltung. 1927; Verlag: C. F. Kahnt, jetzt bei C. F Peters
- Berufung und Bewährung des Opernsängers. 1943 (heute unter dem Titel Der Opernsänger im Schott Verlag)
- Der wissende Sänger. 1956, Atlantis Musikbuch
- Ausbildung der Gesangsstimme. 1957; Rud. Erdmann Musikverlag. Erstmals erschienen 1937 unter dem Titel Ausbildung der menschlichen Stimme.
- Gestern und immer. Gedichte. 1966, Atlantis Verlag

## Franziska Martienssen-Lohmann als Herausgeberin
- Duettenkranz (drei Bände, Leipzig 1927).
- Franz Schubert, Lieder (zwei Bände, mit Vortragszeichen von Johannes Martinus Messchaert, Mainz 1928).

## Auszeichnungen
- 1958: Mozartmedaille durch die Mozartgemeinde Wien[5]